# Skaszewo Włościańskie
Skaszewo Włościańskie – wieś w Polsce położona w województwie mazowieckim, w powiecie pułtuskim, w gminie Gzy. Ma status sołectwa.
We wsi znajduje się szkoła podstawowa.
W latach 1975–1998 miejscowość administracyjnie należała do województwa ciechanowskiego.